# Ločidlo perské
Ločidlo perské (Ferula persica) je druh rostliny z čeledi miříkovité (Apiaceaa).

## Popis
Ločidlo perské dorůstá výšky až 1 metr. Kvete od května do července.

## Synonyma

### Heterotypní synonyma
- Prangos euryangiodes Stapf & Wettst.
- Ferula szowitziana var. kandavanensis Bornm. & Gouba
- Ferula puberula Boiss. & Buhse

### Homotypická synonyma
- Peucedanum persicum (Willd.) Baill.[2]